# Colonya Caixa Pollença
Colonya Caixa Pollença, oficialment Colonya - Caixa d'Estalvis de Pollença, és una caixa d'estalvis balear.

## Història
Fundada a Pollença el 1880 per Guillem Cifre de Colonya, fundador a la seva vila de la Institución Libre de Enseñanza, per tal de modernitzar la ciutat.
El 1908, en morir Cifre, la seva dona Clara Hammerl va esdevenir la primera dona directora d’una entitat financera a Espanya i Europa.
De fort caràcter local, fins als anys 1960 només va mantenir una oficina a Pollença, i només el 1967 va obrir-ne una altra al Port de Pollença i a cala Sant Vicenç. El 1974 obrí una sucursal a Alcúdia i el 2024 tenia un total de 24 oficines, repartides entre els municipis següents: Inca, Manacor, Maó, Muro, Sa Pobla, Ciutadella de Menorca, Eivissa i Palma. A Palma hi és des dels anys 80, mentre que a Menorca i a Eivissa hi té oficina des de l'any 2000.
L'any 2000 va rebre el Premi Ramon Llull, endemés per la seva tasca a favor de l'ensenyament i de la promoció i protecció de la llengua i cultura catalanes.
Aquesta entitat i la Caixa Ontinyent són avui dia les úniques caixes d'estalvis que s'han mantingut com a tals a Espanya sense esdevenir societats anònimes, a banda de les cooperatives de crèdit que han mantingut el seu estatus jurídic com a tals (no pas bancs societats anònimes ni caixes d'estalvis).

### Actualitat
A 2024 tenia 24 oficines, 120 empleats i uns fons de dipòsit de 700 milions d'euros. Fora d'aquestes oficines es pot operar als caixers de la xarxa Euro6000 a tot Espanya i a estats de la zona euro.

## Obra social i cultural
Continua promovent el desenvolupament social i cultural de la regió amb les seves activitats financeres i la seva Fundació Guillem Cifre de Colonya, que fa la seva obra social.
En l'àmbit social i assistencial, col·labora amb col·lectius desafavorits com persones amb risc d'exclusió social, persones malaltes, persones amb discapacitats o persones de la tercera edat. D'entre les entitats beneficiàries destaquen: Proyecto Hombre de las Baleares, Medicus Mundi Balears, Prodis, Coordinadora de Discapacitats de Menorca, Banc d'Aliments de les Illes Balears, Can Gazà, Instituto contra la Exclusión Social, o el projecte de Neurociències que du a terme la Fundació d'Investigació Sanitària de las Illes Balears.
En l'àmbit cultural, destaca l'organització —des de l'any 1982— del premi de literatura infantil i juvenil en català Guillem Cifre de Colonya. Els treballs premiats es publiquen, i els seus autors participen en trobades amb nens i nenes de Pollença i Alcúdia. També col·labora amb el Festival de Música de Pollença.
Patrocina esport de base i escolar, com a complement per a la formació integral, en disciplines com futbol, bàsquet o rugbi. També col·labora amb el Club Ciclista Pollença.